# Liste des gares de la wilaya de Mascara
La liste des gares de la wilaya de Mascara, est une liste des gares ferroviaires situées dans la wilaya de Mascara, en Algérie.

## Gares ferroviaires dans la wilaya
La wilaya de Mascara compte vingt gares dont onze fermées. Les gares en service sont exploitées par la Société nationale des transports ferroviaires (SNTF).
| Gare                              | Commune          | Lignes                               | Remarques   |
| --------------------------------- | ---------------- | ------------------------------------ | ----------- |
| Halte du Barrage                  | Mohammadia       | Oran à Kenadsa                       | Gare fermée |
| Gare du Barrage de l'Oued Fergoug | Mohammadia       | Oran à Kenadsa                       | Gare fermée |
| Gare de Bou Hanifia               | Bou Hanifia      | Oran à Kenadsa                       | Gare fermée |
| Gare de Bou Henni                 | Bou Henni        | Alger à Oran                         |             |
| Gare de Djeniene Meskine          | Zahana           | Oued Tlelat à Béchar                 |             |
| Gare d'El Guettana                | El Guettana      | Oran à Kenadsa                       | Gare fermée |
| Gare de Froha                     | Froha            | Oran à Kenadsa                       | Gare fermée |
| Gare de Ghriss                    | Ghriss           | Oran à Kenadsa                       | Gare fermée |
| Gare de Hacine                    | Hacine           | Oran à Kenadsa                       | Gare fermée |
| Gare de Mohammadia                | Mohammadia       | Alger à Oran Mohammadia à Mostaganem |             |
| Gare de Mohammadia-État           | Mohammadia       | Oran à Kenadsa                       | Gare fermée |
| Gare d'Oggaz                      | Oggaz            | Alger à Oran                         |             |
| Gare de Oued Taria                | Oued Taria       | Oran à Kenadsa                       | Gare fermée |
| Gare de Sahaouria                 | Mohammadia       | Alger à Oran                         | Gare fermée |
| Gare de Sidi Abid                 | Sidi Abdelmoumen | Mohammadia à Mostaganem              |             |
| Gare de Sidi Benzerga             | Sidi Abdelmoumen | Mohammadia à Mostaganem              |             |
| Gare de Sig                       | Sig              | Alger à Oran                         |             |
| Gare de Tizi                      | Tizi             | Oran à Kenadsa                       | Gare fermée |
| Gare de Yalou                     | Bou Henni        | Alger à Oran                         |             |
| Gare de Zahana                    | Zahana           | Oued Tlelat à Béchar                 |             |

| \| Bou · Henni Djeniene Meskine Mohammadia Oggaz Sahaouria Sidi Abid Sidi Benzerga Sig Yalou Zahana Mascara \| Localisation des gares en service dans la wilaya de Mascara |
| Bou · Henni Djeniene Meskine Mohammadia Oggaz Sahaouria Sidi Abid Sidi Benzerga Sig Yalou Zahana Mascara                                                                   |

## Lignes ferroviaires dans la wilaya
La wilaya est traversée par trois lignes : 
- la ligne d'Alger à Oran ;
- la ligne de Mohammadia à Mostaganem ;
- la ligne de Oued Tlelat à Béchar.